# 柏社村
柏社村，是中华人民共和国陕西省咸陽市三原县新兴镇下辖的一个村，以下沉式地坑窑为特色。
2013年8月26日，柏社村公布为第二批中国传统村落。
2014年2月19日，柏社村公布为第六批中国历史文化名村。